# 堀田興重
堀田興重（生年不詳—1615年6月3日）是戰國時代至江戶時代初期活躍的人物，通稱作兵衛。

## 生平
興重的妹妹是真田信繁的側室，並生下長女「阿菊」和次女「於市」。不過，關於次女於市，也有母親是高梨內記之女的說法。
興重在第二次上田合戰後沒有追隨真田昌幸和信繁，而是留在上田。此後，在關原之戰至大阪冬之陣之前的某個時候，把信繁女兒「阿菊」收為養女，並嫁給了位於小縣郡長窪宿（現在的長和町）本陣的石合十蔵（道定或重定）。
之後，興重因為懷念信繁而出奔，進入大阪城參加了大阪冬之陣，最終在夏之陣中戰死。
大坂之戰後，興重的妻子和女兒被真田信之送回上田。據說興重的其中一個女兒在幕府的審判下在大阪被處決。
興重的長子又兵衛（源内）被送到石合家照顧，寬永16年（1639年）受到了幕府的審判，但因為已經過去了24年，所以並未受到責罰。